# Écaille tectonique
Une écaille tectonique est une unité structurelle, peu épaisse mais profonde, de dimension décamétrique à kilométrique, comprimée entre deux réseaux de failles, et souvent chevauchantes, pouvant alors avoir subi un déplacement horizontal important.
Le nom vient de la disposition en coupe des unités, qui se chevauchent les unes les autres, comme les tuiles d'un toit ou les écailles d'un reptile.
Un ensemble d'écailles tectoniques est aussi appelée duplex, et une écaille basale d'une structure chevauchante est appelée duplicature (en ce sens elle est un relais du chevauchement, qu'elle reproduit ou duplique).
Exemple : écailles tectoniques des monts de Lacaune autour de Brusque.